# るくなす
『るくなす』は、東日本放送をはじめとする東北6県のテレビ朝日系列6局ブロックネットで生放送されていた情報番組である。

## 概要
- 「東北をみる。きく。はなす。」というコンセプトのもと、それぞれの語尾をとって番組のタイトルとしている。また、「土曜は家族そろって、もっと東北を楽しもう」をテーマとし、前番組の『TVイーハトーブ』よりも幅広い視聴者層をターゲットとした番組づくりをしていた。
- ウェザーニューズと提携し、有料会員から送られてきた写真を紹介したり、お天気情報を同時に提供したりしていた（有料会員提供写真は2007年に終了）。
- 第1回の放送（2007年4月21日）は、山形県酒田市の山居倉庫から生放送された。第2回の放送（2007年4月28日）以降は、東日本放送のスタジオからの放送。
- 放送2年目初日となる2008年4月6日の放送に合わせ、4日（金）から9日（水）の期間、『るくなす東北6県物産展』が仙台市都心部のデパート「藤崎」で開催された。6日の放送日には、東北6県の各局女子アナウンサーが会場に集まり、物産展の様子を中継し、トークショーも開催された。

## 主なコーナー
東北をみる
特集コーナー。
東北をきく
仙台駅前や宮城県内での特集のアンケートを聞く。
東北をはなす
おたより紹介コーナー。紹介されると特製手拭が贈られた。
かっぺいの学校ごっこ
2007年6月16日放送分から伊奈かっぺいによる、「ことば遊び」（アナグラム）をテーマに話を広げていくコーナー。2007年4月21日放送分では、「東北のなまり」と「るくなす」とのつながりについての公開トークがあった。なお、内容は、かつて青森放送（日本テレビ系列）で放送されていた『金曜ワイドあおもり』内のコーナー「かっぺい塾」や夕方ワイド『出会いふれあい生テレビ』内のコーナー「今日の伊奈かっぺい」を彷彿させる内容となっている。
今週の日刊スポーツ
日刊スポーツ東北総局長監修による、日刊スポーツ東北版より一週間で起きた出来事などの紙面を紹介し、解説するコーナー。東北地方に限らず全国的な話題を扱うことも多かった。
中継
東北各地域からの話題などを紹介するコーナー。
高橋佳代子さんのこれはやってみたい
高橋佳代子が体験したいことを行うロケコーナー。
できたてっ!現場直行
各地域のアナウンサーたちが地元の旬なものを体験、レポートするコーナー。2007年9月8日より2008年1月28日まで放送。コーナー最終回の2008年1月28日放送分では、福元英恵が宮城県加美郡加美町でサボイキャベツの収穫を体験した。
手みやげ上手
福元英恵が仙台市を中心にお勧めのお土産品（おやつ）を紹介（2007年5月26日 - 7月7日放送）。
真実のへそ
「番組宛のメッセージ・感想」の代わりに疑問や質問を書いたプレゼント用応募ハガキの中から、伊奈かっぺいが身軽な回答をするコーナー。このコーナーは全編収録である。

## 特別企画
学校ごっこスペシャル
2007年7月21日に募集・抽選で選ばれた東北各県の視聴者を迎え、東日本放送スタジオにて、3時間の収録を2007年7月28日に55分にまとめて放送。
二人旅企画
伊奈かっぺいと松本龍（青森県津軽地方）、福盛和男・英恵夫妻（宮城県秋保温泉）に分かれ、それぞれの旅の様子を伝えた（2007年10月27日放送）。
かっぺい 仙台まちある記
伊奈かっぺいが仙台市の壱弐参（いろは）横丁を散策（2007年4月21日 - 5月12日放送）。
全編中継
東日本放送のスタジオを離れて、中継先から一部のコーナーを除き、全て行われる。学校ごっこも同様である。

## 出演者
肩書きは出演時点でのもの。
- 伊奈かっぺい（元青森放送、タレント）
- 濱本りか（東日本放送アナウンサー、2008年4月 - 進行、前番組から引き続き出演）
- 高橋佳代子（元テレビ岩手アナウンサー、2008年4月12日 - 、準レギュラー）
- 松本龍（東日本放送アナウンサー、中継担当、2008年10月までは進行担当）
- 菅原美話（リポーターおよびスタジオ出演、2008年 - ）
- 櫻田彩子（不定期でリポーター担当）
- 秘湯名湯はいり隊・まりな&ちずみ（佐藤万里奈（現ガシァ） 加川千純（元ガシァ）温泉中継のみ出演）
- 福元英恵（元フジテレビアナウンサー、放送開始時 - 2008年1月26日、アシスタント）
- 笹森文彦（日刊スポーツ・出演当時は東北総局長、放送開始時 - 2008年10月25日）
- 川野目亭南天（2008年2月 - 4月、リポーター）
- 高山香織（同上）

### 系列局担当アナウンサー
2008年9月現在、スタジオレポートよりも、中継担当がメインとなっている。
- 東日本放送：濱本りか → 松本龍、濱本りか
- 青森朝日放送：荒井千里（放送開始時 - 2007年8月） → 木村慎吾（2007年9月 - 2008年6月） → 坂本佳子（2008年8月 - ）
- 岩手朝日テレビ：川越千秋（放送開始時 - 2008年3月） → 丹野尚子（2008年4月 - ）
- 秋田朝日放送：油井亜衣
- 山形テレビ：高橋聡美（ピンチヒッター：小出匡志、高山香織、伊集院たかし）
- 福島放送：猪俣理恵

## 制作

### 共同制作放送局
- KHB 東日本放送（制作本部局）
- ABA 青森朝日放送
- IAT 岩手朝日テレビ
- AAB 秋田朝日放送
- YTS 山形テレビ
- KFB 福島放送

### 共同制作事業者
- 東北朝日プロダクション
- トラストネットワーク（第2事業部、青森・秋田・いわて・仙台・山形・福島各事業部ならびに東北制作室）
- CROSS TV東北支社

## その他
- 全国高等学校野球選手権大会の県予選大会期間中は休止。また、秋田朝日放送では2007年8月11日放送分は、同大会の試合と放送時間が重なったため、4時間遅れ（16:00 - ）の放送となった。
- 2007年7月28日の「学校ごっこSP」は、収録放送となった。これは、伊奈かっぺいが青森放送の特別番組『2007本番まで待てない!青森ねぶた』の生放送で青森市のラッセランドに行っていたためである。
- 2008年6月14日の放送は、岩手・宮城内陸地震発生によるANN報道特別番組のため休止。
- 2008年8月2日は高校野球地方予選中継で休止だったため1か月ぶりの生放送（前週はOAしたもののVTR）。休止の間に東北地区で2度の大きな地震と、共演者の事故があったためオープニングテーマを早々に止め、無人のスタジオにかっぺい1人が映り地震の被害者に挨拶、ならびに前年10月に番組に加わったばかりだった青森担当アナウンサーの木村慎吾が休止期間中の同年7月6日に報道取材中にヘリ事故に巻き込まれて逝去（厳密には遺体は発見されておらず、行方不明扱いのまま1年後の2009年6月に死亡認定）した事を受けて、木村の人柄などを約2分間語った。
- 2008年12月6日、山形テレビは12:00 - 14:00の枠でサッカーJ2最終節・山形×水戸を放送したため14:00からの放送となった。

### 出演者
- 司会の伊奈かっぺいは、2007年4月16日まで青森放送（日本テレビ系列・ABA開局前はANNにも加盟）の社員であったが、以前からタレント活動や歌手活動をしており、他系列の番組への出演も行っていた（テレビ朝日系列では『徹子の部屋』など）。しかし、るくなすが他系列のレギュラー番組ということもあり、定年退職後の2007年4月21日が放送開始日となった。ただし、退職前からANNネット局では伊奈かっぺいが出演した番組宣伝CMが流れていた。
- 2008年1月26日まで司会を務めたフジテレビの元アナウンサー・福元英恵は、青森県内において、地上波の生放送番組では初の登場となっていた（青森を除く東北5県にはフジテレビ系列局がある）。
- 福元英恵は夫であるプロ野球の福盛和男投手が2007年末、東北楽天ゴールデンイーグルスからメジャーリーグのテキサス・レンジャーズへ移籍したことに伴う転居のため、2008年1月26日の放送をもって卒業（その模様の一部は同年3月12日放送のTBS系水トク!「壮絶人生ドキュメント プロ野球選手の妻たち」で全国に流れた）。それ以降しばらくは既存の出演者に東北を拠点に活動するローカルタレントが不定期で参加する形で切り盛りしている。
- 準レギュラーの高橋佳代子は、東北地方では2007年9月の日テレ系『午後は○○おもいッきりテレビ』の終了以来、約半年ぶりに昼の生放送番組に出演となった。

### ハイビジョン化
- 山形県酒田市の山居倉庫から生放送された第1回の放送では、山形テレビがHV製作したが、それ以外はダウンコンバート。
- ハイビジョン (HV) 制作だったが、開始当初は東日本放送からの放送回線（NTT中継回線）がハイビジョン化されていなかったため、東日本放送以外のネット局では4:3画面のダウンコンバートで放送されていた。2007年7月に放送回線もハイビジョン化（NTT中継回線ではなく、ANNで構築されたIP-HD伝送システムを使用）されたため、同年7月7日より青森朝日放送、秋田朝日放送、福島放送でもハイビジョンで放送されることとなり、同時に番組連動型のデータ放送も開始した（ワンセグを除く）。3か月遅れて同年10月6日から岩手朝日テレビで、さらにそれから半年遅れて2008年4月5日から山形テレビでもハイビジョン放送されるようになった。また、ハイビジョン放送を行っている局でもたまに4:3画面で放送される場合がある（この場合は通常のNTT中継回線を使用）。

### 視聴率争い
- 『るくなす』の放送時間帯には、日本テレビ系列のミヤギテレビと福島中央テレビでは『メレンゲの気持ち』が放送されているが、同番組内の人気コーナー「石ちゃんの通りの達人」の舞台が『るくなす』第1回放送日に仙台市となり、特に宮城県内での視聴率争いが行われた。さらに、「るくなす」の第2回放送日にも、「石ちゃんの通りの達人」の舞台を松島としてぶつけてきた[独自研究?]。ちなみに伊奈かっぺいは、東北地方の日本テレビ系列6局ブロックネットの『かっぺいのいったりきたり』という番組を持っている。
- るくなす第1回放送時に、宮城県のみ「3万円相当の旅行券」の視聴者プレゼントが実施された（他の地域はCMなどを放送）。10月クール第1週 - 第3週においても、「るくなす総額100万円クイズ」と題した視聴者プレゼント（10万円の商品券を10名、応募資格：宮城県在住）が実施された。また、「10万円旅行券プレゼント」の企画も実施。こちらは、視聴エリア全域が対象。